# Sin After Sin
A Sin After Sin a Judas Priest brit heavy metal együttes harmadik nagylemeze, mely 1977-ben jelent meg. A lemezt Roger Glover, a Deep Purple basszusgitárosának producerkedésével rögzítették. Ez volt az első Judas Priest album, melyet már a CBS/Columbia kiadók számára készítettek, miután megszabadultak a Gull Recordstól.
Ismét egy erős anyag született, olyan klasszikusokkal, mint a Sinner, a Dissident Aggressor és a Starbreaker dalok. Az amerikai turné a REO Speedwagon társaságában zajlott, de a tengerentúli áttörés annak ellenére is elmaradt, hogy a Led Zeppelin oaklandi koncertjén tekintélyes tömegnek játszhattak. A hazai turnén a Magnum volt az előzenekar.

## Számlista
1. Sinner (Rob Halford, Glenn Tipton) – 6:45
2. Diamonds & Rust (Joan Baez feldolgozás) – 3:28
3. Starbreaker (Halford, K. K. Downing, Tipton) – 4:53
4. Last Rose of Summer (Halford, Tipton) – 5:40
5. Let us Prey/Call For The Priest (Halford, Downing, Tipton) – 6:12
6. Raw Deal (Halford, Tipton) – 6:58
7. Here Come the Tears (Halford, Tipton) – 3:25
8. Dissident Aggressor (Halford, Downing, Tipton) – 3:07

### 2001-es bónusz számok
1. Race with the Devil (The Gun feldolgozás)(Adrian Gurvitz) – 3:06
2. Jawbreaker (koncertfelvétel) (Halford, Downing, Tipton) – 4:02

## Közreműködők
- Rob Halford – ének
- K. K. Downing – gitár
- Glenn Tipton – gitár, piano
- Ian Hill – basszusgitár
- Simon Phillips – dob

## Feldolgozások
A Dissident Agressort a Slayer dolgozta fel a South of Heaven albumára, a Starbreaker pedig az Arch Enemy Wages of Sin lemezére került fel.

## Külső hivatkozások
- Judas Priest hivatalos honlap
- Judas Priest myspace oldal